# Nuts (álbum)
“Nuts” — Original Score From the Motion Picture é a trilha sonora do filme americano de mesmo nome, de 1987. Foi lançado pela Columbia Records em 21 de dezembro de 1987, e apresenta cinco composições instrumentais compostas por Barbra Streisand. 
Trata-se do primeiro lançamento da cantora desde seu álbum ao vivo One Voice, lançado anteriormente em 1987, e sua primeira trilha sonora desde Yentl: Original Motion Picture Soundtrack (1983). Ela insistiu em criar a trilha sonora do filme depois de adquiri-lo por meio de sua empresa de produção, a Barwood Films.
O álbum contém quatro canções originais escritas e produzidas por Streisand, além de "The Bar", que inclui uma amostra de sua colaboração com Richard Baskin intitulada "Here We Are at Last", originalmente incluída em seu vigésimo terceiro álbum de estúdio, Emotion (1984). 
As análises iniciais para Nuts foram negativas, mas Streisand afirmou que as críticas eram em relação ao seu papel como uma mulher do Renascimento, o qual ela sentia que o mundo ainda não estava pronto para aceitar. As análises mais recentes da trilha sonora foram mais positivas.

## Histórico e canções
O filme de drama americano Nuts foi lançado pela Warner Bros. Pictures em 20 de novembro de 1987, nos cinemas dos Estados Unidos. Sua trilha sonora correspondente foi lançada como um LP, fita cassete e CD em 21 de dezembro do mesmo ano por Columbia Records. Nuts foi o primeiro lançamento físico de Streisand desde seu terceiro álbum ao vivo, One Voice, anteriormente em 1987, e sua primeira trilha sonora desde Yentl (1983). A empresa de produção da cantora, Barwood Films, adquiriu os direitos de produção de Nuts em 1987, o que lhe permitiu escolher pessoalmente a trilha sonora do filme. Na mesma época, um escritor externo havia sido encarregado de criar a música para Nuts, mas Streisand recusou e decidiu compor a trilha sonora do filme por conta própria. A trilha sonora foi gravada nos Estúdios Lorimar em Culver City, Califórnia e representa a "primeira tentativa da cantora na composição de música para filmes".
Nuts contém cinco composições instrumentais escritas e produzidas por Streisand, com a exceção de "The Bar", que inclui contribuições adicionais de Richard Baskin. Todas as canções foram gravadas ao longo de 1987, com exceção de "The Bar", que foi originalmente gravada em junho de 1984. Dan Wallin e Bob Fernandez atuaram como engenheiros de gravação da trilha sonora, enquanto Jeremy Lubbock arranjou e conduziu as quatro composições originais da trilha sonora e Randy Waldman foi o único responsável pelo arranjo e performance em "The Bar". "The End Credits," a faixa de encerramento do álbum, foi apresentada no quinto álbum de compilação de Streisand e seu primeiro box set, Just for the Record..., em 1991. A versão que aparece no disco é intitulada "Theme" e é emparelhada com a versão instrumental de Baskin de "The Bar", que contém uma amostra instrumental da canção de Streisand "Here We Are at Last", retirada de seu vigésimo terceiro álbum de estúdio, Emotion (1984).

## Recepção
As análises iniciais da trilha sonora do filme foram predominantemente negativas, com foco no papel da cantora como compositora. Reconhecendo a má recepção do álbum, Streisand reagiu: "Eu não fico com raiva. Eu fico magoada. É um fenômeno estranho que nossa sociedade não esteja pronta para uma mulher do Renascimento. Ela só está pronta para um homem do Renascimento." As análises contemporâneas tenderam a ser mais positivas; devido à sua curta duração, a autora Allison J. Waldman descreveu a trilha sonora como uma "trilha sonora minimalista" e "mini-CD" em seu livro biográfico de 2001, The Barbra Streisand Scrapbook. Embora ela tenha considerado a trilha sonora "sutil e leve", ela concluiu que era um "complemento eficaz para o filme". Tom Santopietro, autor de The Importance of Being Barbra: The Brilliant, Tumultuous Career of Barbra Streisand, escreveu que "Here We Are at Last" era originalmente destinada a Nuts em vez de Emotion e elogiou a canção, chamando-a de a "única canção [que] tem algum impacto" com Streisand neste ponto de sua carreira.

## Lista de faixas
Todas as faixas produzidas por Streisand. Na versão em fita cassete de Nuts, "The Finale" e "The End Credits" foram combinadas em apenas uma faixa, intitulada "The Finale / The End Credits",que tem duração de 4 minutos e 50 segundos.
| Nuts – Original Score from the Motion Picture – Standard edition |                                                                       |         |  |
| N.º                                                              | Título                                                                | Duração |  |
| 1.                                                               | "The Apartment"                                                       | 3:41    |  |
| 2.                                                               | "The Bar" (inclui um sample do instrumental de "Here We Are at Last") | 1:58    |  |
| 3.                                                               | "The Hospital"                                                        | 2:42    |  |
| 4.                                                               | "The Finale"                                                          | 1:08    |  |
| 5.                                                               | "The End Credits"                                                     | 3:42    |  |
| Duração total:                                                   | Duração total:                                                        | 13:11   |  |

## Créditos e pessoal
Créditos adaptados do encarte da versão original de Nuts.
Gravação
- Gravado e masterizado no Lorimar Studios em Culver City, Califórnia

Pessoal
| - Barbra Streisand – escritor, música - Richard Baskin – escritor(faixa 2) - Bob Fernandez – engenheiro de gravação | - Jeremy Lubbock – arranjador, condutor - Randy Waldman – arranjador, instrumentista(track 2) - Dan Wallin – engenheiro de gravação |

## Refências

### Citações
1. ↑  «Nuts (1987)». Rotten Tomatoes. Consultado em 31 de dezembro de 2017. Arquivado do original em 30 de novembro de 2017
2. ↑  Waldman 2001, p. 13
3. 1 2 3 4 5  Nuts – Original Score from the Motion Picture (Liner notes). Barbra Streisand CD release ed. Columbia. 1987. CXK 40876
4. 1 2 3  Waldman 2001, p. 71
5. ↑  Edwards 2016, p. 407
6. ↑  Just for the Record... (Liner notes). Barbra Streisand CD ed. Columbia. 1991. CK 48648
7. ↑  Ruhlmann, William. «Barbra Streisand – Emotion». AllMusic. Consultado em 2 de janeiro de 2018. Arquivado do original em 3 de janeiro de 2018
8. ↑  Santopietro 2007, p. 42
9. ↑  Nuts – Original Score from the Motion Picture (Liner notes). Barbra Streisand Cassette release ed. Columbia. 1987. 4CT 40876